# Yūji Tachikawa
Yūji Tachikawa (em japonês:  立川 裕二, Tachikawa Yūji) é um físico teórico japonês, que trabalha com supersimetria. É professor da Universidade de Tóquio.
Tachikawa obteve em 2004 um mestrado (Seiberg-Witten theory and instanton counting), com um doutorado na Universidade de Tóquio em 2006, orientado por Tōru Eguchi e um pós-doutorado até 2011 com Nathan Seiberg no Instituto de Estudos Avançados de Princeton.
Recebeu o New Horizons in Physics Prize de 2016.
Foi palestrante convidado do Congresso Internacional de Matemáticos no Rio de Janeiro (2018: On Categories of Quantum Field Theories).

## Publicações
- N=2 supersymmetric dynamics for pedestrians, Springer, Lecture Notes in Physics, 2014 (Arxiv Preprint)
- com Luis Alday, Davide Gaiotto: Liouville correlation functions from four-dimensional gauge theories, Letters in Mathematical Physics, Volume 91, 2010, p. 167–197.